# Dolaszewo
Dolaszewo is een plaats in het Poolse district  Pilski, woiwodschap Groot-Polen. De plaats maakt deel uit van de gemeente Szydłowo en telt 620 inwoners.

## Verkeer en vervoer
- Station Dolaszewo Wałeckie